# Крестовоздвиженский собор (Карсун)
Собор Воздвижения Креста Господня — утраченный православный храм в Карсуне. Построен в 1734—1743 годах. Разрушен коммунистами в начале 1930-х годах.

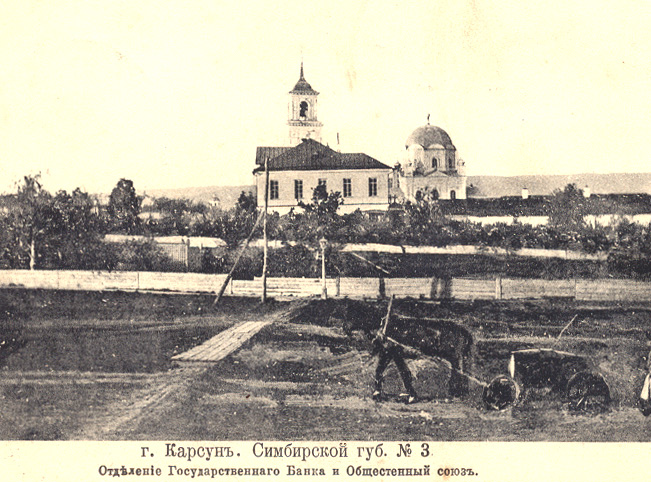
Карсунский государственный банк и Крестовоздвиженский собор.

## История
Первая соборная деревянная церковь во имя Спаса Нерукотворного в Карсуне была построена одновременно с основанием поселения, в 1647 году. С 1734 по 1743 годы, на месте деревянной церкви, был построен новый каменный храм — Крестовоздвиженский собор, который неоднократно перестраивался.
В 1848 году собор был повреждён пожаром, но после этого быстро восстановлен, простоял до 1883 года, пока не принято было решение о его сносе. По проекту В. Л. Ивановского начали строительство нового собора, которое было окончено в 1889 году.
Поскольку храм был холодный, то в 1902—1904 годах провели реконструкции: утеплили, подняли пол и выложили чугунными плитами, обновили иконостас. По окончании строительных работ в соборе 18 апреля 1904 года протоиерей Степан Филиппович Зефиров освятил северный придел во имя Святой Живоначальной Троицы, а 25 апреля — второй придел во имя Корсунской иконы Божией Матери. На это торжество прибыл из Симбирска Владыка Никандр (Молчанов).
В 1920 году Собор был закрыт, а в начале 1930-х годах храм был снесён, осталась лишь одна стена —алтарная часть, которую не удалось сломать и несколько чугунных плит из собора, которые хранятся в местном музее.
В 1935 году на месте Собора местные власти построили новое здание — Дом культуры, которое и сегодня используется по назначению.
В 1999 году при включении данного объекта в список выявленных объектов культурного наследия была сделана ошибка в наименовании данного объекта.

## Настоятели
- Первыми священнослужителями собора были: протопоп Кирилл Степанов, соборные попы Лука Яков и Степан Степанов, пономарь Никита Мелентьев[1];
- настоятель собора протоиерей Григорий Яковлев (на 1734)[1];
- Псаломщик Прибыловский Пётр Иванович, священник Крестовоздвиженского собора Владимир Алексеевич Листов, священник Стефан Зефиров, диакон Пётр Пономарёв, псаломщик Михаил Прибыловский (на 1897);
- протоиерей Степан Филиппович Зефиров (на 1904)[1];
- псаломщик Листов Евгений Александрович (07.12.1901—17.02.1904 гг.)[7];

## Святыни
- Чудотворная древняя икона Корсунской Божией Матери[1].

## Приписные храмы
- Церковь во имя Николая Чудотворца — приписной к собору кладбищенский каменный храм, построен в конце XVIII — начале XIX века, с престолом — во имя Святителя и Чудотворца Николая (не сохранилась)[1][3].